# Alexander Dreyschock
Alexander Dreyschock, Dreyšok (ur. 15 września 1818 w Žákach, zm. 1 kwietnia 1869 w Wenecji) – czeski kompozytor i pianista.

## Życiorys
Brat Raimunda Dreyschocka. Studiował w Pradze u Václava Tomáška. Mając osiem lat, po raz pierwszy wystąpił publicznie jako pianista. Koncertował w północnych Niemczech (1838) i Rosji (1840–1842), później grał m.in. w Brukseli, Paryżu i Londynie. W 1846 roku odwiedził Holandię, Austrię i Węgry, w 1849 roku Danię i Szwecję, w 1858 roku ponownie Niemcy. Dwukrotnie, w 1841 i 1860 roku, grał w Warszawie. W latach 1862–1868 na zaproszenie Antona Rubinsteina przebywał w Petersburgu, prowadząc klasę fortepianu w tamtejszym konserwatorium, od 1865 roku był także dyrektorem szkoły teatralnej i nadwornym pianistą. Zimą 1868 roku wyjechał do Włoch, gdzie niedługo potem zmarł.

## Twórczość
Za życia wysoko ceniony jako pianista. Skomponował m.in. operę Floretta, Uwerturę orkiestrową, Rondo na orkiestrę, Koncert fortepianowy d-moll, kwartet smyczkowy, ponad 140 utworów na fortepian. Jego twórczość utrzymana była w stylu brillant.